# Medicago halophila
Medicago halophila là một loài thực vật có hoa trong họ Đậu. Loài này được (Boiss.) E. Small miêu tả khoa học đầu tiên năm 1987.